# Banco de Gaia
Banco de Gaia est un projet de musique électronique originaire d'Angleterre, lancé par Toby Marks en 1991. Marks est né dans le sud de Londres en 1964 et a reçu son éducation dans une école de garçons. En 1978 il a commencé sa carrière musicale, comme batteur dans un groupe de heavy metal.
Marks est parti au Portugal en 1986 et a joué la musique des Beatles pour les touristes. Il s'est mis à la musique électronique en 1989, quand il a acheté un échantillonneur. Le premier morceau qu'il a enregistré dessus est "Maxwell House".

## Discographie

### Années 1990
- Medium (1991)
- Freeform Flutes and Fading Tibetans (1992)
- Deep Live (1992)
- Desert Wind (EP, 1993)
- Maya (1994)
- Last Train to Lhasa (1995)
- Live at Glastonbury[ (1996)
- Big Men Cry (1997)
- The Magical Sounds of Banco de Gaia (1999)

### Années 2000
- Igizeh (2000)
- 10 Years (2002)
- 10 Years Remixed (2003)
- You Are Here (2004)
- Farewell Ferengistan (2006)
- Memories Dreams Reflections (2009)

### Années 2010
- Songs from the Silk Road (2011)
- Apollo (2013)
- Ollopa:Apollo Remixed (2013)
- Maya: 20th Anniversary Edition (2014)
- Last Train to Lhasa: 20th Anniversary Edition (2015)
- The 9th of Nine Hearts (2016)

Les deux premiers albums existaient uniquement sur cassette et ne sont plus vendus à cause de problèmes de droit d'auteur avec plusieurs échantillons utilisés sur ces albums.